# Robert S.P. Beekes
Robert Stephen Paul Beekes (Haarlem, 2 september 1937 − Oegstgeest, 21 september 2017) was hoogleraar Vergelijkende Indo-Europese taalwetenschap aan de Universiteit Leiden en schrijver van meerdere boeken over Proto-Indo-Europees, de gereconstrueerde voorouder van de Indo-Europese talen. Dit is de veronderstelde stamtaal van de meeste talen van Europa, Centraal-Azië en India (Inclusief de talen van Iran, Afghanistan, Pakistan en Bangladesh). Een van zijn bekendere werken is Vergelijkende taalwetenschap: een inleiding in de vergelijkende Indo-europese taalwetenschap (1990), vertaald in het Engels uitgebracht als Comparative Indo-European Linguistics: An Introduction (1996), een standaard handboek over de Proto-Indo-Europese taal. Het behandelt de linguïstieke reconstructie uitvoerig, maar bevat ook een culturele reconstructie en een vergelijkende linguïstieke methodes in het algemeen.
Beekes publiceerde met etruscoloog L. Bouke van der Meer het boekje De Etrusken spreken (Muiderberg, 1991), dat een introductie tot de Etruskische taal biedt. In The Origin of the Etruscans (Amsterdam, 2003) bepleit Beekes de Oosterse herkomst van de Etrusken (zie het hoofdartikel ‘Etrusken’ voor het herkomstvraagstuk).
Ook werkte Beekes aan Pre-Grieks, de niet-Indo-Europese taal die werd gesproken in Griekenland voordat het Grieks daar kwam, vermoedelijk rond 2000 voor Christus. Omdat deze taal niet geschreven is, haalt Beekes zijn informatie uit Oudgriekse woorden die duidelijk een niet-Griekse structuur en ontwikkeling vertonen.
Zijn lexicografisch werk is eveneens belangrijk. Hij werkte als ‘toezichthouder’ mee aan de eerste twee delen van het Etymologisch woordenboek van het Nederlands, maar vooral publiceerde hij in 2009 als band 10 in de Leidense reeks van etymologische woordenboeken van het Indo-Europees bij Brill zijn tweedelig Etymological Dictionary of Greek (meer dan 1800 pagina’s).
Prof. dr. R.S.P. Beekes overleed in 2017, enkele weken na zijn 80e verjaardag.

## Publicaties (selectie)
Monografiën
- The Development of the Proto-Indo-European Laryngeals in Greek, Den Haag/Parijs: Mouton, 1969.
- The Origins of the Indo-European Nominal Inflection, Innsbruck: IBS, 1985.
- A Grammar of Gatha-Avestan, Leiden: Brill, 1988.
- Vergelijkende taalwetenschap. Een inleiding in de vergelijkende Indo-europese taalwetenschap, Amsterdam: Het Spectrum, 1990.
  - Engelse vertaling: Comparative Indo-European Linguistics: An Introduction, vertaald door UvA Vertalers en Paul Gabriner, Amsterdam: Benjamins, 1995.
- met L. Bouke van der Meer, De Etrusken spreken, Muiderberg: Coutinho, 1991.
- The Origin of the Etruscans, Amsterdam: Koninklijke Nederlandse Akademie van Wetenschappen, 2003.
- Etymological Dictionary of Greek, 2 dln. Leiden: Brill, 2009.
- Pre-Greek. Phonology, Morphology, Lexicon, Leiden: Brill, 2014.

Redactie van verzamelwerken
- Rekonstruktion und relative Chronologie. Akten der VIII. Fachtagung der Indogermanischen Gesellschaft, Leiden, 31. August - 4. September 1987, onder redactie van Robert S.P. Beekes. Innsbruck: Institut für Sprachwissenschaft der Universität Innsbruck, 1992.

Artikelen en bijdragen
- ‘Mṓnukhes híppoi’, Orbis, 20 (1971), p. 138-142.
- ‘H2O’, Die Sprache 18 (1972), p. 11-31.
- ‘The nominative of the hysterodynamic noun-inflection’, Zeitschrift für vergleichende Sprachforschung 86 (1972), p. 30-63.
- ‘The proterodynamic perfect’, Zeitschrift für vergleichende Sprachforschung 87 (1973), p. 86-98.
- ‘Two notes on PIE stems in dentals’, in: Helmut Rix (red.), Historische Grammatik des Griechischen: Laut- und Formenlehre, Darmstadt: Wissenschaftliche Buchgesellschaft, 1975, p. 9-14.
- ‘Intervocalic laryngeal in Gatha-Avestan’, in: Yoël L. Arbeitman en Allan R. Bomhard (red.), Bono Homini Donum: Essays in Historical Linguistics, in Memory of J. Alexander Kerns, Amsterdam: John Benjamins, 1981, p. 47-64.
- ‘The disyllabic reduplication of the Sanskrit intensives’, Münchener Studien zur Sprachwissenschaft 40 (1981), p. 19-25.
- ‘The subjunctive endings of Indo-Iranian’, Indo-Iranian Journal 23 (1981), p. 21-27
- ‘GAv. må, the PIE word for “moon, month”, and the perfect participle’, Journal of Indo-European Studies 10 (1982), p. 53-64.
- ‘On laryngeals and pronouns’, Zeitschrift für vergleichende Sprachforschung 96 (1983), p. 200-232.
- ‘PIE “sun”’, Münchener Studien zur Sprachwissenschaft 43 (1984), p. 5-8.
- ‘On Indo-European “wine”’, Münchener Studien zur Sprachwissenschaft 80 (1987), p. 21-6.
- ‘The origin of the PIE pronominal inflection’, in: Mohammad Ali Jazayery en Werner Winter (red.), A Festschrift in honour of E.C. Polomé, New York: de Gruyter, 1987, p. 73-88.
- ‘The word for “four” in PIE’, Journal of Indo-European Studies 15 (1987), p. 215-19.
- ‘Laryngeal developments: A survey’, in: Alfred Bammesberger (red.), Die Laryngaltheorie und die Rekonstruktion des indogermanischen Laut- und Formensystems, Heidelberg: Carl Winter, 1988, p. 59-105.
- ‘PIE RHC- in Greek and other languages’, Indogermanische Forschungen 93 (1988), p. 22-45.
- ‘The genitive singular of the pronoun in Germanic and Indo-European’, Beiträge zur Geschichte der deutschen Sprache und Literatur 110 (1988), p. 1-5.
- ‘The nature of the PIE laryngeals’, in: Theo Vennemann (red.), The New Sound of Indo-European: Essays in Phonological Reconstruction, Berlijn/New York: de Gruyter, 1989, p. 23-33.
- ‘Bloem en blad’, in: A. Moerdijk e.a. (red.), 100 jaar etymologisch woordenboek van het Nederlands, Den Haag: SDU Uitgeverij, 1990, p. 375-382.
- ‘De verwantschap van het Etruskisch’, Lampas 23 (1990), p. 5-18.
- ‘The genitive in *-osio’, Folia linguistica historica 11 (1990), p. 21-6.
- ‘The historical grammar of Greek’, in: Philip Baldi (red.), Linguistic Change and Reconstruction Methodology, Berlijn/New York: de Gruyter, 1990, p. 305-329.
- ‘Wackernagel's explanation of the lengthened grade’, in: Heiner Eichner en Helmut Rix (red.), Sprachwissenschaft und Philologie. Jakob Wackernagel und die Indogermanistik heute, Wiesbaden: Dr. Ludwig Reichert, 1990, p. 33-53.
- ‘Who were the laryngeals?’, in: Jens Rasmussen (red.), In honorem Holger Pedersen: Kolloquium der indogermanischen Gesellschaft vom 25. bis 28. März 1993 in Kopenhagen, Wiesbaden: Dr. Ludwig Reichert, 1994, p. 449–454.
- ‘Hades and Elysion’, in: Jay Jasanoff (red.), Mír Curad. Studies in honor of Calvert Watkins, Innsbruck: Institut für Sprachwissenschaft der Universität Innsbruck, 1998, p. 17-28.
- ‘European substratum words in Greek’, in: Michaela Ofitsch en Christian Zinko (red.), 125 Jahre Indogermanistik in Graz, Graz: Leykam, 2000, p. 21-31.
- ‘Indo-European or substrate? φάτνη and κῆρυξ’, in: Alfred Bammesberger en Theo Vennemann (red.), Languages in Prehistoric Europe, Heidelberg: Carl Winter, 2003, p. 109-116.
- ‘Armenian gišer and the Indo-European word for “evening”’, in: Adam Hyllested e.a. (red.), Per aspera ad asteriscos: Studia Indogermanica in honorem Iens Elmegård Rasmussen sexagenarii. Idibus Martiis anno MMIV, Innsbruck: Institut für Sprachen und Literaturen der Universität Innsbruck, 2004, p. 59-61.
- ‘Palatalized consonants in Pre-Greek’, in: Alexander Lubotsky e.a. (red.), Evidence and counter-evidence: essays in honour of Frederik Kortlandt, Amsterdam: Rodopi, 2008, p. 45-56.
- Samensteller met Alexander Lubotsky van de Indo-European Etymological Dictionary (IEED)